# Il diavolo in Ohio
Il diavolo in Ohio (Devil in Ohio) è una miniserie televisiva statunitense creata da Daria Polatin e basata sull'omonimo romanzo tratto da una storia vera e scritto dalla stessa Polatin. Vede come protagonista Emily Deschanel, Sam Jaeger, Gerardo Celasco, Madeleine Arthur, Xaria Dotson, Alisha Newton e Naomi Tan e ha debuttato su Netflix il 2 settembre 2022.

## Trama
È notte. Una ragazza ha un coltello in mano e corre tra piantagioni di frumento. È impaurita, fugge da qualcuno. Arriva su una strada ed un passante la raccoglie nella sua macchina. Viene accompagnata in ospedale, viene chiamata la psichiatra dell'ospedale che le fa alcune domande ma lei non risponde. È sotto shock. La psichiatra avverte immediatamente una forte empatia nei suoi confronti. Non sa che in realtà nasconde un mistero.

## Episodi
| Stagione       | Episodi | Prima TV USA | Prima TV Italia |
| -------------- | ------- | ------------ | --------------- |
| Prima stagione | 8       | 2022         | 2022            |

## Personaggi e interpreti

### Personaggi principali
- Suzanne Mathis, interpretata da Emily Deschanel, doppiata da Eleonora De Angelis.
- Mae Dodd, interpretata da Madeleine Arthur, doppiata da Martina Tamburello.
- Alejandro 'Alex' Lopez, interpretato da Gerardo Celasco, doppiato da Massimo Bitossi.
- Peter Mathis, interpretato da Sam Jaeger, doppiato da Riccardo Scarafoni.
- Jules Mathis, interpretata da Xaria Dotson, doppiata da Emanuela Ionica.
- Helen Mathis, interpretata da Alisha Newton, doppiata da Beatrice Maruffa.
- Dani Mathis, interpretata da Naomi Tan, doppiata da Alice Pantile.

### Personaggi ricorrenti
- Isaac Kimura, interpretato da Jason Sakaki, doppiato da Mattia Billi.
- Sebastian Zelle, interpretato da Evan Ellison, doppiato da Stefano Broccoletti.
- Malachi, interpretato da Tahmoh Penikett, doppiato da Stefano Billi.
- Adele Thornton, interpretata da Marci T. House, doppiata da Rachele Paolelli.
- Sceriffo Wilkins, interpretato da Bradley Stryker, doppiato da Alberto Bognanni.
- Teddy Harrington, interpretato da Ty Wood, doppiato da Mattia Nissolino.
- Gina Brooks, interpretata da Eva Bourne, doppiata da Eva Padoan.
- Tatiana Nelson, interpretata da Djouliet Amara, doppiata da Chiara Fabiano.
- Cheryl Thurmond, interpretata da Laura Soltis, doppiata da Alessandra Korompay.
- Rhoda Morrison, interpretata da Samantha Ferris, doppiata da Laura Boccanera.
- Judith Peck, interpretata da Jennifer Copping.

## Produzione
Il 15 settembre 2021 è stato annunciata ufficialmente la produzione della serie, composta da otto episodi, e il 13 dicembre successivo si sono concluse le riprese, girate a Vancouver. La stessa Daria Polatin è stata uno dei produttori esecutivi insieme a Rachel Miller e Andrew Wilder mentre la produzione è stata affidata a Ian Hay.

## Promozione
Il 23 agosto 2022 Netflix ha diffuso il trailer in lingua italiana annunciando che la serie avrebbe debuttato il 2 settembre 2022.

## Distribuzione

### Data di uscita
La serie è stata distribuita integralmente il 2 settembre 2022 in tutti i paesi raggiunti da Netflix.

### Edizione italiana
La direzione del doppiaggio è di Paola Majano e i dialoghi italiani sono curati da Antonella Bartolomei, per conto della CDC Sefit Group che si è occupata anche della sonorizzazione.

## Accoglienza

### Critica
Sull'aggregatore di recensioni Rotten Tomatoes il film riceve il 50% delle recensioni, mentre su Metacritic ha un punteggio di 56 su 100 basato su 4 recensioni.